# Daldinia concentrica
Daldinia concentrica es una especie de hongo de la familia Hypoxylaceae.

## Clasificación y descripción de la especie
Esta especie está dedicada al abate Daldini di Locarno. Es común confundir a D. concentrica con D. childiae, debido a los caracteres morfológicos, por lo que no se pueden separar con fiabilidad. El ascostroma es hemisférico-subgloboso, de consistencia carbonosa a dura, de 2 a 5 cm de diámetro, color violáceo con la superficie granulosa, que en corte longitudinal presenta un endostroma con múltiples capas o franjas concéntricas blanquecinas separadas por una línea negra, donde se desarrollan los peritecios. Esporas elipsoides, lisas de 12-16 X 5-7.5 µm, morenas, con hendidura germinal recta de menor tamaño que la longitud de la espora.

## Distribución de la especie
Esta especie ha sido colectada en México, en los estados de Campeche, Colima, Ciudad de México, México, Guerrero, Hidalgo, Jalisco, Morelos, Oaxaca, Puebla, San Luis Potosí, Veracruz, Zacatecas, Nuevo León, Puebla y Tamaulipas. A nivel mundial se ha citado en Canadá, E.U.A., República Dominicana, Europa, Asia, Japón, África, Jamaica e islas del Pacífico, Francia, India, Nueva Zelanda y Taiwán.

## Ambiente terrestre
Es una especie común, que habita en zonas tropicales, es lignícola, y crece sobre madera de ramas muertas de diversos árboles. Puede ser solitaria o gregaria.

## Estado de conservación
Se conoce muy poco de la biología y hábitos de los hongos, por eso la mayoría de ellos no se han evaluado para conocer su estatus de riesgo (Norma Oficial Mexicana 059).

## Importancia cultural y usos
Esta especie se considera medicinal y comestible en algunos lugares de Oaxaca y los Altos de Chiapas, en México.
También existe la tradición de que si una persona porta las fructificaciones en sus bolsas previene los calambres de las piernas y de ahí su nombre popular “cramp balls”, que quiere decir “bolas calambreras”. También se les llama “King Alfred´s cake” por la semejanza de sus estromas con los pasteles que dicho rey comía.